# That Nigger's Crazy
That Nigger's Crazy es el tercer álbum del comediante estadounidense Richard Pryor. Fue grabado en directo en el club nocturno Soul Train de Don Cornelius a principios de 1974. Este álbum ganó el Grammy al Mejor Álbum de Comedia de 1974. El título del álbum deriva de un comentario hecho por el propio Pryor en Wattstax. 
Inicialmente lanzado en Stax Records bajo su sello "Partee", el éxito del álbum se desvió temporalmente por el repentino cierre de Stax más tarde en 1974. Pryor recuperó el control de los derechos maestros del álbum y firmó con Warner Bros. Records casi de inmediato; el álbum fue reeditado el 10 de noviembre de 1975 en su filial Reprise, tres meses después de Pryor's ...Is It Something I Said? fue lanzado.
El álbum de comedia llegó a las listas de música de Billboard, donde ocupó el primer lugar en su lista de álbumes de R & B / Soul durante cuatro semanas.

## Listado de pistas
1. "I Hope I'm Funny" - 3:28
2. "Nigger with a Seizure" - 5:24
3. "Have Your Ass Home by 11:00" - 2:30
4. "Black & White Life Styles" - 3:43
5. "Exorcist" - 1:53
6. "Wino Dealing with Dracula" - 2:11
7. "Flying Saucers" - 1:09
8. "The Back Down" - 3:37
9. "Black Man/White Woman" - 0:55
10. "Niggers vs. Police" - 1:42
11. "Wino & Junkie" - 7:06